# Perfektiver Aspekt
Der perfektive Aspekt – oft auch perfektivischer Aspekt oder einfach Perfektiv genannt – ist ein Verbalaspekt, der Handlungen, Zustände und Geschehen als abgeschlossen, einmalig, überschaubar und in sich geschlossen markiert. Im Gegensatz dazu steht der imperfektive Aspekt.
Gelegentlich wird der Begriff (inkorrekterweise) auch für die Bestimmung einer Form innerhalb der Aktionsarten eingesetzt. Eigentlich werden unter „perfektive Verben“ aus der Sicht der Einteilung der Aktionsart „terminative Verben“ gekennzeichnet, d. h. ein Geschehen gilt als zeitlich begrenzt und als abgeschlossen.

## Einzelsprachliches

### Indoeuropäische Sprachen
Die germanischen Sprachen hatten einst ein Imperfektiv-Perfektiv-System. Im Althochdeutschen etwa existierte das Präfix gi-, der Vorläufer des ge-Partizipialpräfixes. Es brachte bei Verben den perfektiven Aspekt zum Ausdruck und wurde erst in späterer Zeit in ein obligatorisches Morphem uminterpretiert. In einem Fall wie gemacht drückte ge- also ursprünglich die abgeschlossene Handlung aus, tritt heute aber als obligatorischer Bestandteil des Partizips II auf. Verben wie werden, kommen, finden, die schon von ihrer Bedeutung her perfektiv sind, wurden deshalb im Partizip II nie mit einem zusätzlichen ge- versehen – ein Zustand, der sich bis heute in vielen deutschen Dialekten erhalten hat. In neuhochdeutschen Dialekten (z. B. Rheinisch) können doppelte Perfektbildungen wie Michael Stich hat in Wimbledon bereits gewonnen gehabt als Verstärkung des perfektiven Aspekts interpretiert werden (vgl. Rödel 2007). Im Englischen verwendet man das Simple Past, wenn die Handlung in der Vergangenheit abgeschlossen ist.
Die romanischen Sprachen teilen das Präteritum gewissermaßen in zwei Formen auf, wobei etwa der perfektive Aspekt im Spanischen durch das indefinido de indicativo bezeichnet wird, im Französischen durch das Passé simple, im italienischen durch das Passato remoto und im rumänischen mit dem perfect simplu oder preterit.
Für das Russische führt Comrie (1996) den Satz an: On umiral (d. i. imperfektiv), no ne umer (d. i. perfektiv), mit folgender Übersetzung: „Er lag im Sterben“ (imperfektiv), „starb“ (perfektiv) „aber nicht.“
Man vermutet, dass der Aorist in der indogermanischen Ursprache nur den perfektiven Aspekt ausdrückte, aber sich schon früh mit der zeitlichen Bedeutung verband. Ähnlich wie im Griechischen war der Aorist im Sanskrit ursprünglich eine Zeit- und Aspekt-Kategorie. Die Bedeutungsunterschiede zwischen den Vergangenheitstempora des Sanskrits verblassten aber schon früh.

### Uralische Sprachen
Im Ungarischen wird der perfektive Aspekt durch das Verbalpräfix meg- ausgedrückt. Dieses ist das häufigste Verbalpräfix der Ungarischen Sprache. Beispiele:
- megtalál – (nach dem Suchen) finden
- megszólal – beginnen zu sprechen (das Perfektiv drückt hier den Beginn einer Handlung aus; szólal bedeutet sprechen)

### Sinotibetische Sprachen
In der chinesischen Sprache wird 了 le benutzt, um anzuzeigen, dass eine Handlung abgeschlossen ist.